# دمیتری وروبیل
دمیتری ولادیمیرویچ وروبیل (به روسی: Дмитрий Владимирович Врубель) (زادهٔ ۱۴ ژوئیهٔ ۱۹۶۰) نقاش اهل روسیه است. او بیشتر برای دیوارنگارهٔ بوسهٔ لئونید برژنف (رهبر پیشین حزب کمونیست اتحاد شوروی) و اریش هونکر (رهبر پیشین جمهوری دمکراتیک آلمان) بر دیوار برلین شناخته می‌شود.

## دیوارنگاره‌ها
وروبیل دیوارنگارهٔ خود را در سال ۱۹۹۰ و تنها چند ماه پس از فروپاشی دیوار برلین، با الهام از بوسهٔ دو سیاستمدار (برژنف و هونکر) در سال ۱۹۷۹ خلق کرد. دیوارنگارهٔ او به مدت دو دهه بر روی تی‌شرتها، پوسترها و لیوان‌های دسته‌دار نقش بست. این دیوارنگاره اندکی بعد بر اثر وندالیسم آسیب دید. دیوارنگارهٔ وروبیل از مشهورترین دیوارنگاره‌های دیوار برلین بود. در زیر آن نوشته‌شده بود: «خدایا مرا از این عشق کشنده حفظ فرما»
دیوارنگارهٔ مشهور وروبیل در سال ۲۰۰۹ بطور ناگهانی توسط مقامات آلمانی پاک شد. وروبیل در سال ۲۰۰۹ دوباره آن را نقاشی نمود.
وروبیل در سال ۲۰۰۱ تقویمی با ۱۲ تک‌چهره از ولادیمیر پوتین منتشر کرد. این تک‌چهره‌ها در نمایشگاهی در مسکو به نمایش درآمدند.

## نگارخانه

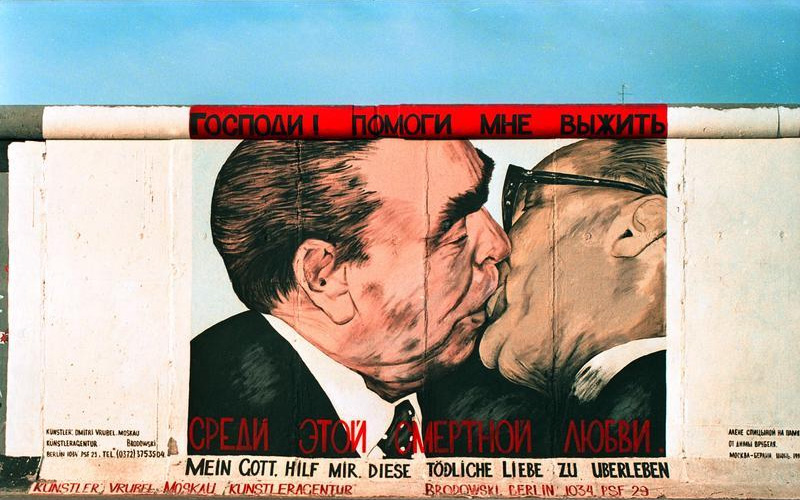
دیوارنگارهٔ مشهور وروبیل، ۲۵ ژوئیه ۱۹۹۱
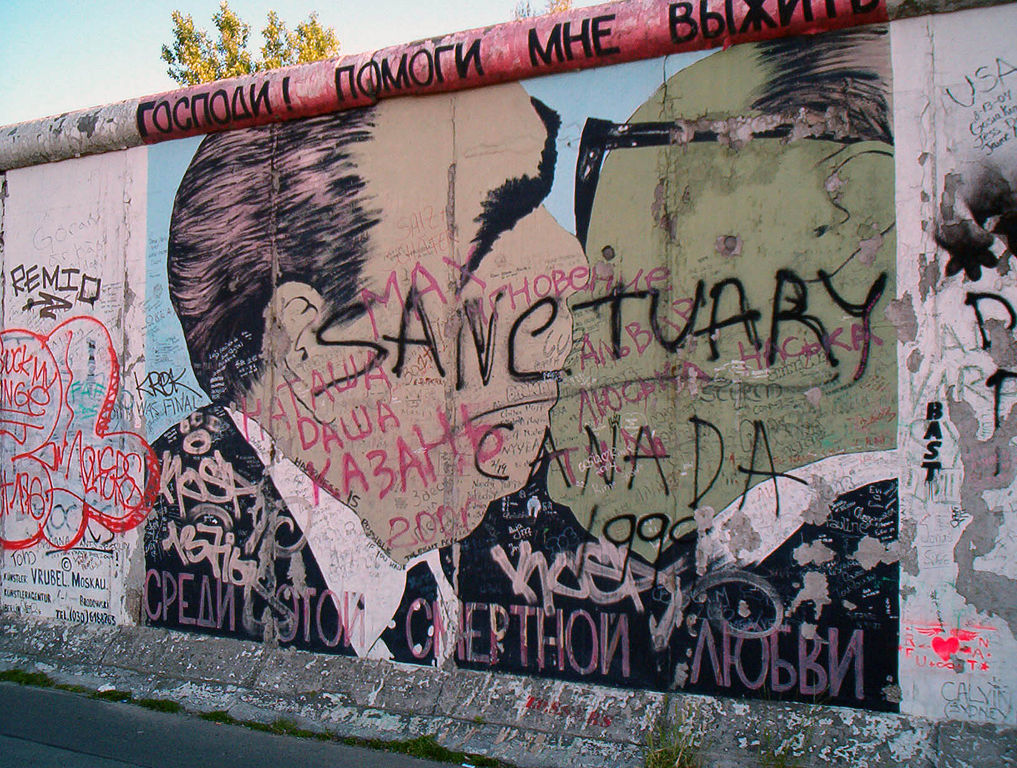
وضعیت دیوارنگاره در سال ۲۰۰۵
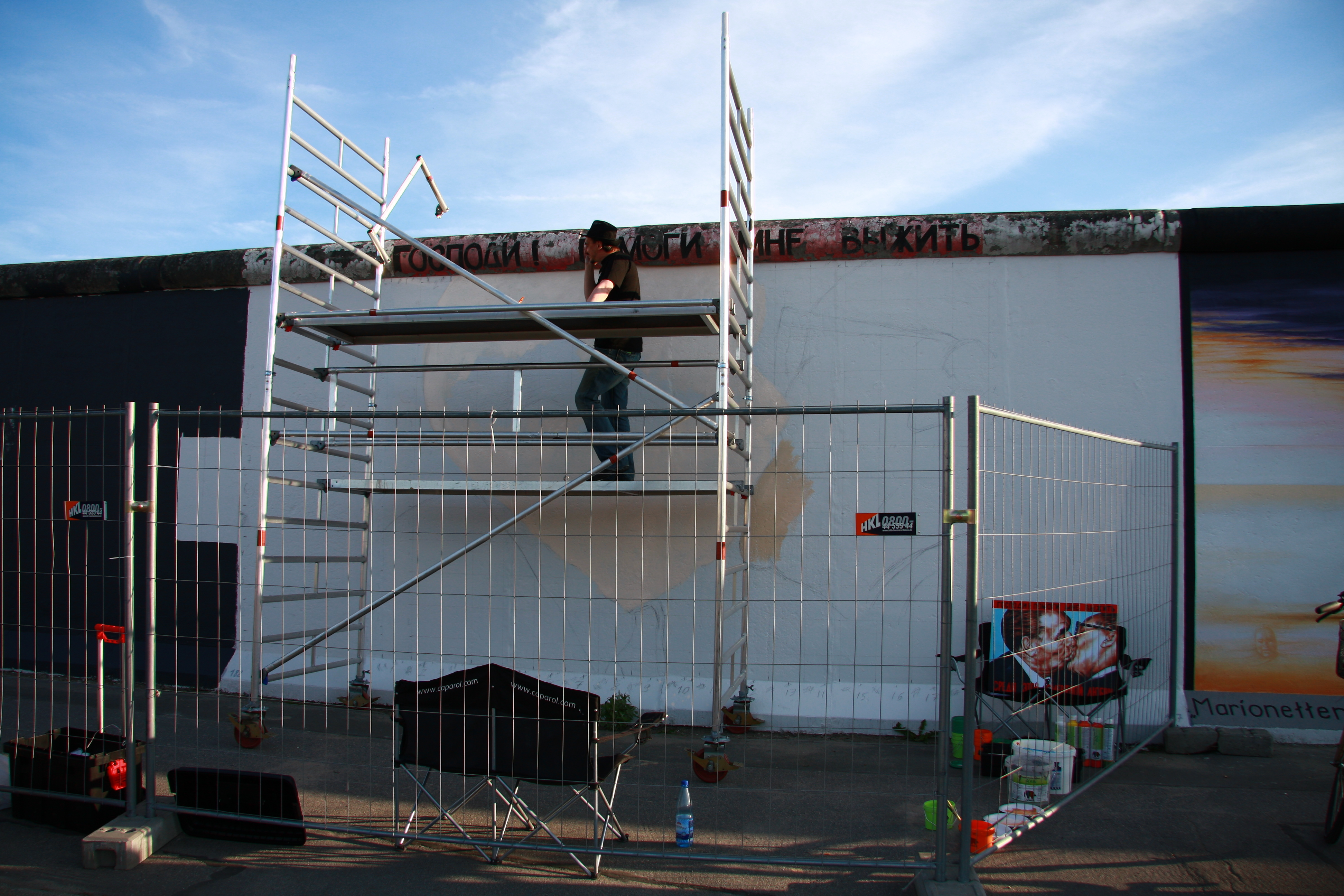
وروبیل در حال بازسازی دیوارنگارهٔ خود ژوئن ۲۰۰۹
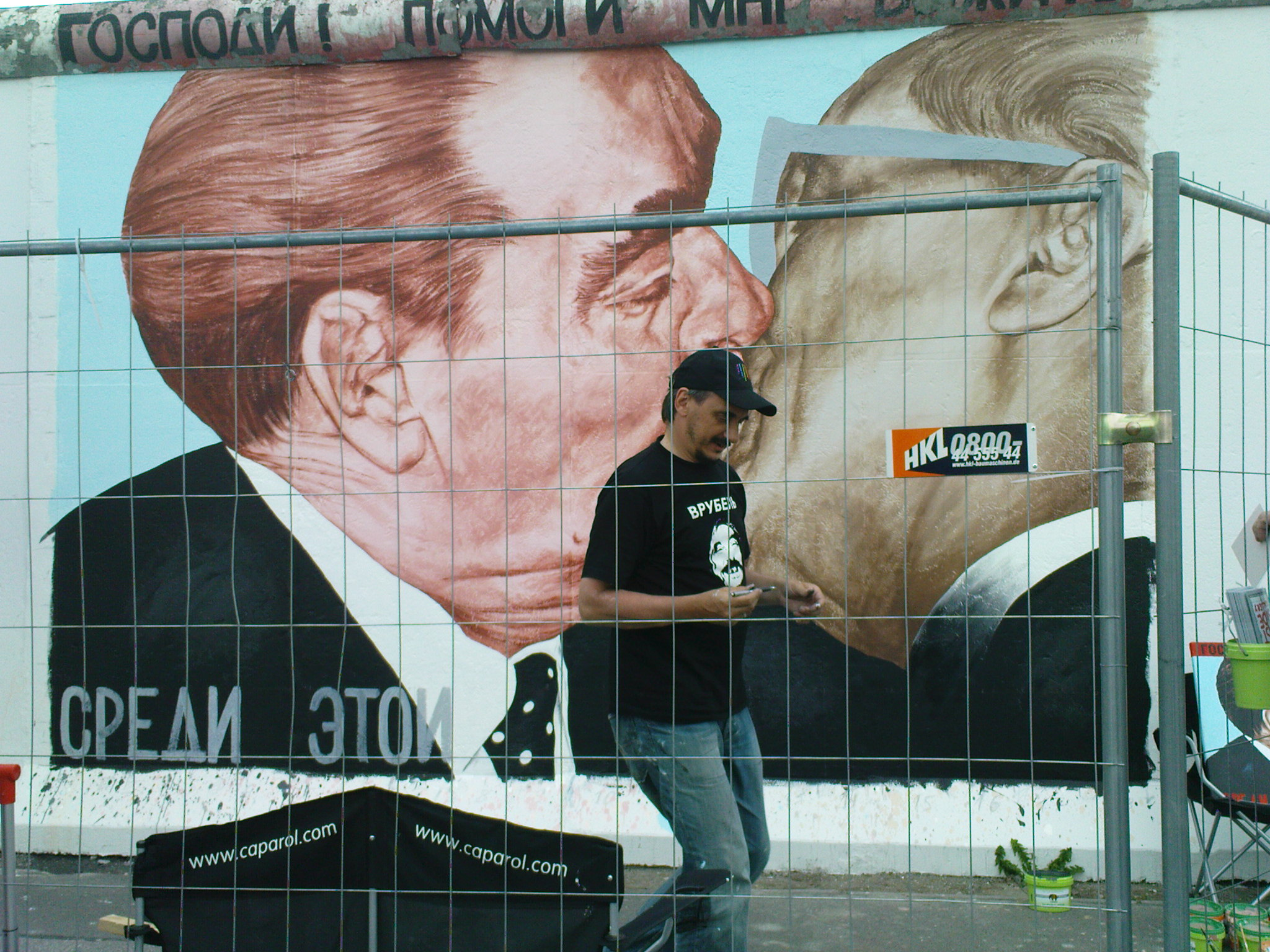
دیوارنگارهٔ بازسازی‌شده